# Vaudringhem
Vaudringhem és un municipi francès situat al departament del Pas de Calais i a la regió dels Alts de França. L'any 2007 tenia 457 habitants.

## Demografia

### Població
El 2007 la població de fet de Vaudringhem era de 457 persones. Hi havia 164 famílies de les quals 29 eren unipersonals (22 homes vivint sols i 7 dones vivint soles), 45 parelles sense fills, 71 parelles amb fills i 19 famílies monoparentals amb fills.
La població ha evolucionat segons el següent gràfic:
Habitants censats

### Habitatges
El 2007 hi havia 181 habitatges, 165 eren l'habitatge principal de la família, 8 eren segones residències i 7 estaven desocupats. 179 eren cases i 1 era un apartament. Dels 165 habitatges principals, 141 estaven ocupats pels seus propietaris, 18 estaven llogats i ocupats pels llogaters i 6 estaven cedits a títol gratuït; 22 tenien tres cambres, 39 en tenien quatre i 104 en tenien cinc o més. 138 habitatges disposaven pel capbaix d'una plaça de pàrquing. A 59 habitatges hi havia un automòbil i a 91 n'hi havia dos o més.

### Piràmide de població
La piràmide de població per edats i sexe el 2009 era:
| Homes | Edats   | Dones |
| ----- | ------- | ----- |
| 0     | 95 o +  | 0     |
| 0     | 90 a 94 | 4     |
| 4     | 85 a 89 | 4     |
| 4     | 80 a 84 | 8     |
| 8     | 75 a 79 | 8     |
| 12    | 70 a 74 | 8     |
| 0     | 65 a 69 | 8     |
| 12    | 60 a 64 | 12    |
| 4     | 55 a 59 | 4     |
| 20    | 50 a 54 | 24    |
| 8     | 45 a 49 | 12    |
| 12    | 40 a 44 | 8     |
| 12    | 35 a 39 | 12    |
| 12    | 30 a 34 | 12    |
| 16    | 25 a 29 | 12    |
| 16    | 20 a 24 | 12    |
| 16    | 15 a 19 | 12    |
| 24    | 10 a 14 | 8     |
| 8     | 5 a 9   | 8     |
| 8     | 0 a 4   | 8     |

## Economia
El 2007 la població en edat de treballar era de 298 persones, 211 eren actives i 87 eren inactives. De les 211 persones actives 192 estaven ocupades (114 homes i 78 dones) i 18 estaven aturades (7 homes i 11 dones). De les 87 persones inactives 28 estaven jubilades, 28 estaven estudiant i 31 estaven classificades com a «altres inactius».

### Ingressos
El 2009 a Vaudringhem hi havia 176 unitats fiscals que integraven 486,5 persones, la mediana anual d'ingressos fiscals per persona era de 15.414 €.

### Activitats econòmiques
Dels 10 establiments que hi havia el 2007, 1 era d'una empresa alimentària, 3 d'empreses de construcció, 2 d'empreses de comerç i reparació d'automòbils, 1 d'una empresa de transport, 1 d'una empresa d'hostatgeria i restauració, 1 d'una empresa de serveis i 1 d'una empresa classificada com a «altres activitats de serveis».
Dels 3 establiments de servei als particulars que hi havia el 2009, 1 era un guixaire pintor, 1 electricista i 1 empresa de construcció.
L'any 2000 a Vaudringhem hi havia 16 explotacions agrícoles que ocupaven un total de 594 hectàrees.

## Equipaments sanitaris i escolars
El 2009 hi havia una escola elemental integrada dins d'un grup escolar amb les comunes properes formant una escola dispersa.

## Poblacions més properes
El següent diagrama mostra les poblacions més properes.